# Rekonkwista

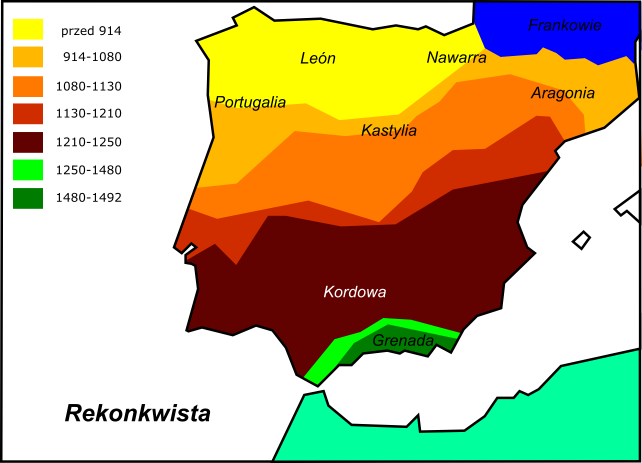
Kolejne etapy rekonkwisty

Rekonkwista (hiszp., port. reconquista, „ponowne zdobycie”) – walka chrześcijan (Kastylijczyków, Aragończyków i Portugalczyków) o wyparcie Arabów (Maurów) z Półwyspu Iberyjskiego, trwająca od VIII do XV wieku.

## Historia
Wypędzanie muzułmanów zostało zapoczątkowane przez don Pelayo (718–737), który zbuntowawszy się w 718 przeciwko najeźdźcom, wydał walkę Maurom w górach Asturii. Punktem zwrotnym w historii Hiszpanii jest bitwa pod Covadongą, do której doszło w roku 722. Jego synowie oraz dalsi potomkowie kontynuowali te działania, dopóki nie wypędzili wszystkich Maurów. W tym samym czasie we wschodniej części półwyspu frankijscy władcy ustanowili Marchię Hiszpańską na terenie dzisiejszych Pirenejów oraz Katalonii, podbijając Gironę w 785 oraz Barcelonę w 801. Była to strefa oddzielająca posiadłości chrześcijańskie od terenów zajętych przez muzułmanów.
Rekonkwista nie była jednak zawsze procesem jednoczącym chrześcijańskich władców do walki z muzułmanami, a państwa chrześcijańskie zajmujące tereny północnej Hiszpanii walczyły często ze sobą. Królestwo Asturii zostało uformowane pomiędzy łańcuchami górskimi północno-zachodniej Hiszpanii, a za swoją stolicę obrało Oviedo. Baskowie z Nawarry zajmowali tereny pirenejskie oraz doliny w obrębie Las Navas de Tolosa. Militarne osłabienie Umajjadów w Hiszpanii zapoczątkowało proces tworzenia się Królestwa Leónu, które pełnię niepodległości zdobyło w końcu w 913. Sancho III z Nawarry, wyróżniający się przywódca wojskowy, obsadził swojego syna Ferdynanda na tronie kastylijskim w 1028, przesuwając działania militarne jeszcze dalej na południe. Ferdynand był roztropnym oraz pobożnym monarchą, który zjednoczył Nawarrę, Galicję, Asturię oraz León. Jako że primogenitura salicka nie była wówczas znana w Hiszpanii, po jego śmierci w 1065 ziemie zostały rozdzielone pomiędzy synów – Alfonsa VI, Sancha II oraz Garcíę z Galicji. Alfons próbował zagarnąć ziemie Sancha, jednak ten, widocznie wdając się w ojca, będącego nieprzeciętnym dowódcą, pokonał go oraz zesłał na wygnanie. García nigdy nie rządził, a swoje krótkie życie spędził uwięziony.
Śmierć Sancha II w 1072 oznaczała powrót do władzy Alfonsa VI, przejmującego wszystkie domeny Ferdynanda I. Alfons był uzdolnionym dowódcą i wiele dokonał w celu powiększenia swoich ziem. Jego kraj stał się wówczas jedną z najbardziej liczących się w Europie monarchii, a jego tolerancja wobec muzułmanów była jak na tamte czasy wyjątkowo duża. W czasie jego rządów Cyd, jedenastowieczny bohater hiszpańskiej powieści epickiej, został wygnany z rodzinnych ziem oraz znalazł schronienie u muzułmańskich królów Saragossy. Po rozpadzie Kalifatu Kordoby, Al-Andalus rozpadł się na małe, walczące ze sobą państwa (zwane taifami), co w ogromnym stopniu ułatwiło Alfonsowi ekspansję w kierunku południowym. Dotarł aż do Toledo w roku 1085, ale jego podboje zostały zahamowane przez inwazję Almorawidów.
Pod koniec XI wieku papież Urban II zabronił mieszkańcom Półwyspu Iberyjskiego udziału w pierwszej wyprawie krzyżowej, licząc na przyspieszenie rekonkwisty. Rekonkwista przyspieszyła znacząco ponownie w XII wieku. Aragończycy zdobyli wówczas całą dolinę rzeki Ebro wraz z Saragossą (1118) i Tortosą (1148). Kastylijczycy zajęli tereny nad górną Gwadianą, a Portugalczycy zajęli ziemie nad dolnym Tagiem wraz z Lizboną (1147). W działaniach militarnych tzw. krucjaty na zachodzie, w wyniku zabiegów portugalskich, pięciokrotnie w XII wieku brali udział także krzyżowcy: w roku 1147 (zdobycie Lizbony), dwukrotnie w 1189 (zdobycie Alvor i Silves), 1190 (pomoc miastu Santarém oblężonemu przez Maurów), 1197 (nieudany atak na Silves).
Kolejne podboje znów wstrzymała inwazja z Afryki. Tym razem na pomoc muzułmanom hiszpańskim przybyli Almohadzi. Ich potęgę złamali sprzymierzeni władcy iberyjscy pod wodzą króla Kastylii Alfonsa VIII Szlachetnego w wielkiej bitwie pod Las Navas de Tolosa (1212), po której przez następne pół wieku podbito niemal wszystkie tereny muzułmańskie włącznie z dawną stołeczną Kordobą (1236). W rękach muzułmańskich ostały się jedynie ziemie Emiratu Grenady.
Po śmierci Alfonsa VII León i Kastylia ponownie się rozdzieliły, jednak nie na długo – syn Alfonsa IX, Ferdynand III Święty zjednoczył dwa kraje, obejmując tron Leónu w 1230. Ferdynand przez całe swoje życie walczył z Maurami na południu. Rekonkwista Hiszpanii została w XIII wieku obwołana krucjatą, jednak po ostatecznym podbiciu ziem Kordoby, krzyżowcy spoza Hiszpanii opuścili szeregi armii. Rządy Ferdynanda oznaczały początek umocnienia się roli Kastylii na europejskiej scenie politycznej, kończąc dyplomatyczną izolację, wywołaną tarciami jego ojca z papieżem. Wtedy to został ufundowany Uniwersytet Salamanki, jeden z najstarszych uniwersytetów Europy, którego celem było nauczanie praw rządzących ekonomią w duchu chrześcijańskim. Potomek Ferdynanda, Alfons X – zwany Mądrym – przyczynił się do wypromowania myśli klasycznej mauryjskich bibliotek i szkół. Następni monarchowie, związani sojuszem z Królestwem Aragonii, odsuwali muzułmanów dalej na południe, w końcu podbijając Gibraltar w 1309. Ostateczne pokonanie Grenady nie było jednak możliwe ze względu na osłabienie Kastylii w XIV wieku i trawiące ówcześnie Kastylię i Aragonię wojny domowe i sprawy sukcesyjne.
Moment, który wskrzesił ruch jednoczący hiszpańskich chrześcijan, został nazwany okresem Królów Katolickich. Byli nimi Ferdynand II Katolicki oraz Izabela I Katolicka, którzy swoim małżeństwem w 1469 ostatecznie zjednoczyli Hiszpanię jako królestwo. W czasie ich wspólnych rządów, wiele zamków szlachty zostało zburzonych oraz został opracowany publiczny system podatkowy. Ferdynand i Izabela opierali proces unifikacyjny na aspektach religijnych, politycznych oraz ekonomicznych. Właśnie wtedy muzułmanie zostali ostatecznie wygnani, Aragonia stała się monopolistą na Morzu Śródziemnym, a Kastylia konkurowała z Portugalią o dominację na Oceanie Atlantyckim.
Zakończenie rekonkwisty nastąpiło po ponad dziesięcioletniej wojnie, jaką monarchowie katoliccy wydali Grenadzie (1481–1492). Upadek Grenady w styczniu 1492 roku zakończył historię państw muzułmańskich na Półwyspie Iberyjskim. Tak więc podbój mauretański Półwyspu Iberyjskiego trwał 21 lat, a jego rekonkwista 770 lat.
Większość muzułmanów i Żydów została zmuszona do opuszczenia Hiszpanii lub nawrócenia na chrześcijaństwo (Moryskowie i Marrani). W związku z tym Maurowie, Żydzi oraz Gitanowie z Grenady i okolicznych wiosek rozpoczęli masowe migracje na tereny górskie lub do Afryki Północnej. W 1500 r. Cisneros powiedział: „Nie ma w mieście nikogo, kto nie byłby chrześcijaninem, a wszystkie meczety są teraz kościołami”.
Najdłużej niezależność zachowywała społeczność muzułmańska w Grenadzie ze względu na jej dużą liczebność. W 1496 roku, gdy zwierzchnikiem kościoła był w Grenadzie arcybiskup Hernando de Talavera, społeczność muzułmańska musiała przyjąć chrześcijaństwo. Wygnania były najbardziej dotkliwe w rejonie Aragonii i Walencji, co spowodowało m.in. powstanie w 1568 roku.
Dzięki polityce sojuszy z europejskimi potęgami oraz podbojami Ameryki Południowej i Indii Zachodnich, Hiszpania rozpoczęła powolne budowanie swojego imperium kolonialnego. Traktat z Tordesillas, wynegocjowany pomiędzy papieżem Aleksandrem VI a Portugalią i Hiszpanią, podzielił świat na dwie strefy wpływów. Ogromne ilości złota z kopalni Nowego Świata trafiały do hiszpańskiego skarbca, co powodowało jednak wzrost inflacji oraz podminowało pozycję waluty. Ponadto Hiszpania była zależna od swoich kolonii, a kiedy Elżbieta I rozpoczęła masowe napady na hiszpańskie statki, kraj Iberów cierpiał niewyobrażalne straty. Te przyczyny oraz wygnanie ważnej ekonomicznie klasy Żydów i Maurów wywołały upadek gospodarki oraz zakończyły złoty wiek Hiszpanii.

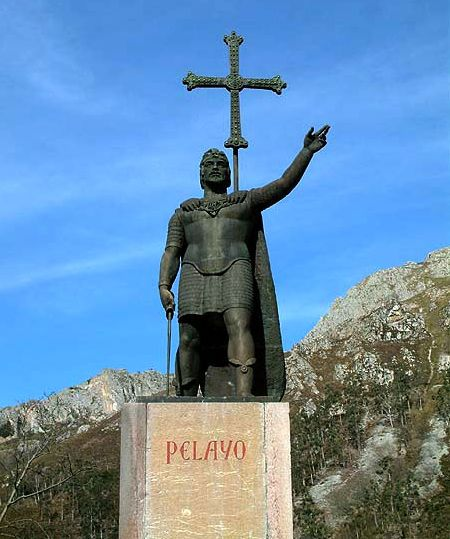
Pomnik Pelayo w Covadonga, Asturia
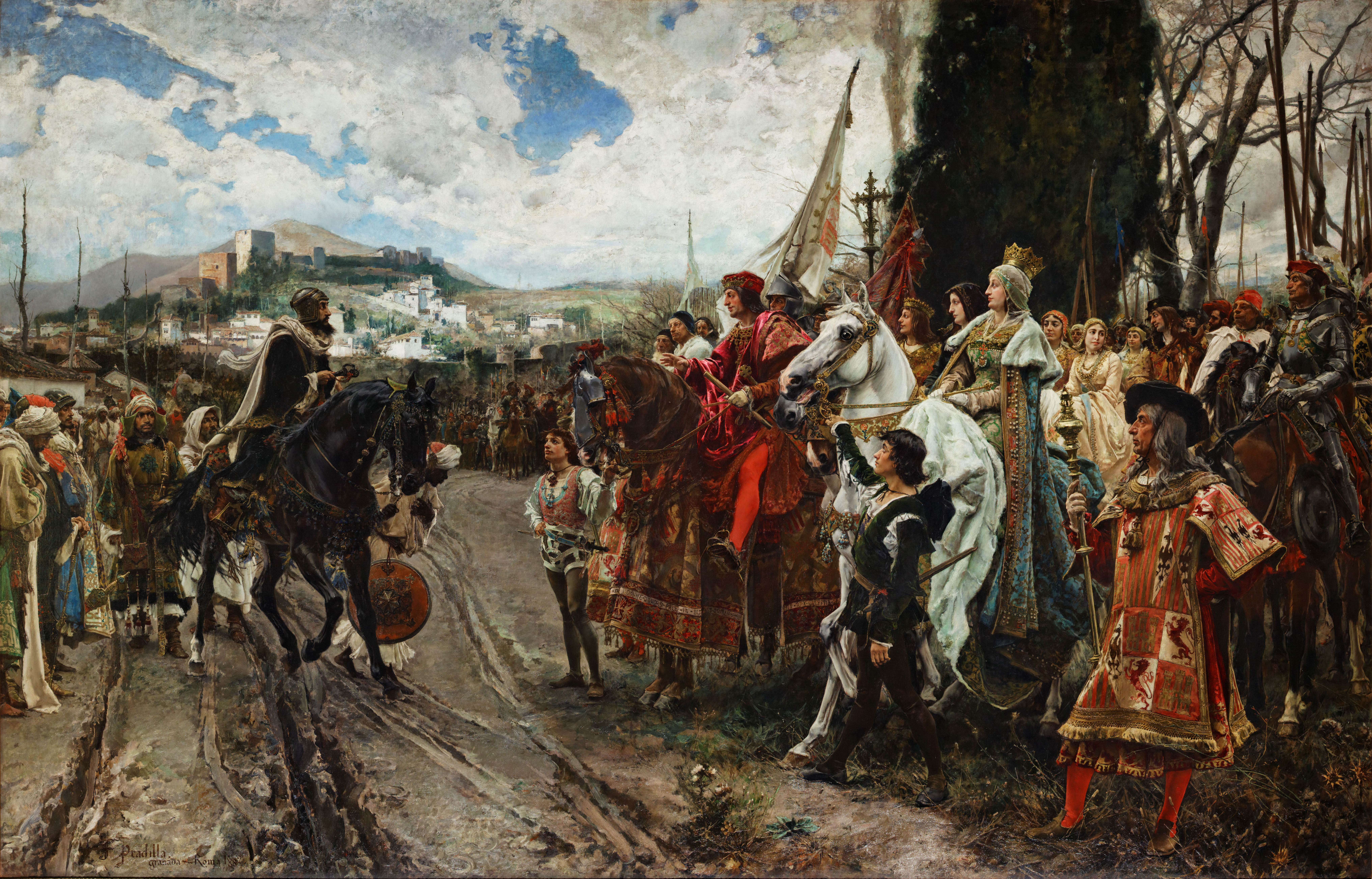
Kapitulacja Grenady przed monarchami katolickimi
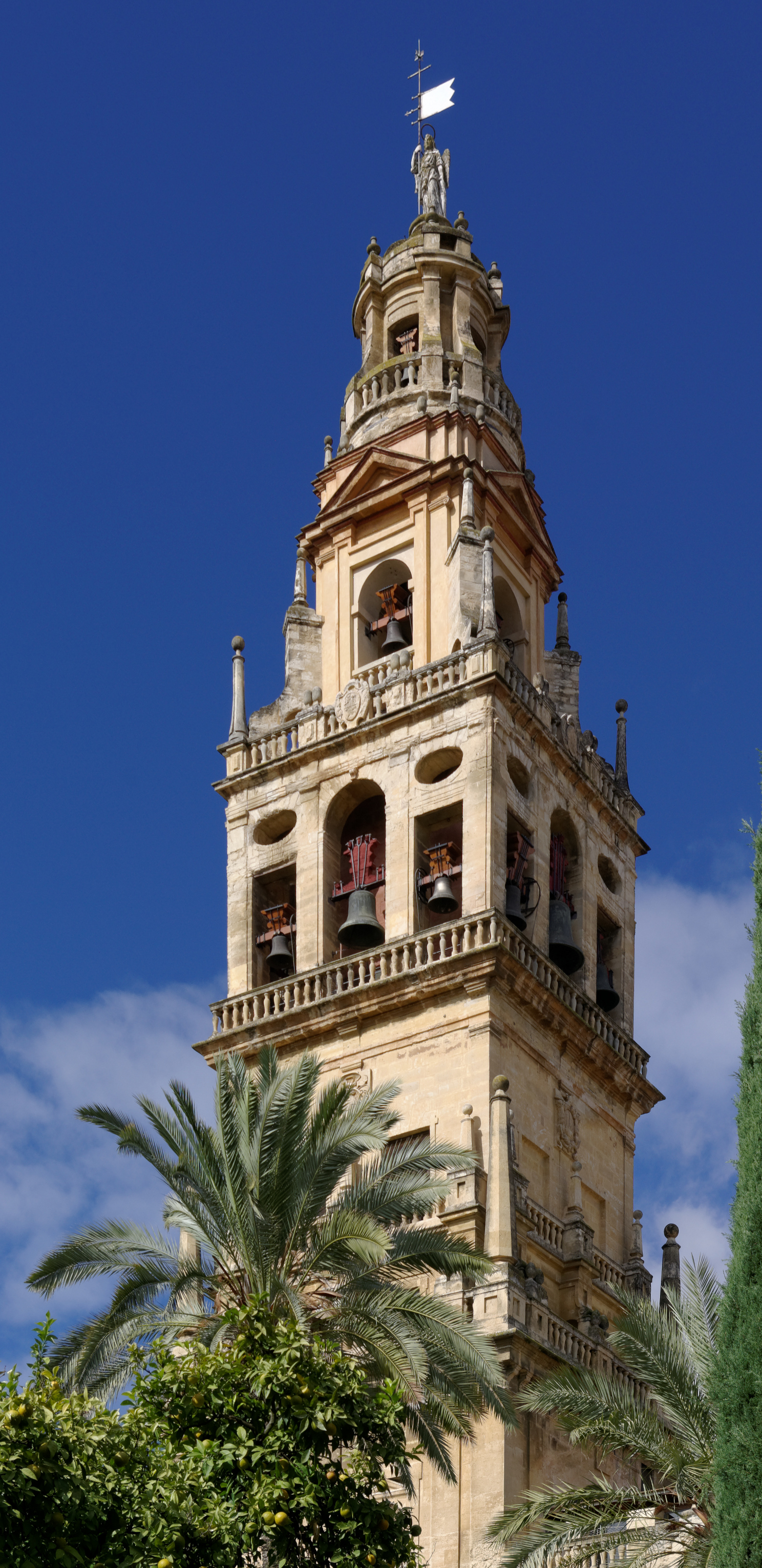
Minaret w Kordobie przebudowany na dzwonnicę